# Sherman Douglas
Pour les articles homonymes, voir Douglas.
Sherman Douglas (né le 15 septembre 1966, à Washington, D.C.) est un ancien joueur américain de basket-ball.

## Biographie
Issu de l'université Syracuse, il est sélectionné par le Heat de Miami au deuxième tour de la draft 1989, devenant le premier meneur de jeu de l'histoire de la franchise. Il porta également les maillots des Celtics de Boston, des Bucks de Milwaukee, des Nets du New Jersey et des Clippers de Los Angeles jusqu'en 2001. Son surnom est The General ; il est considéré comme l'un des meilleurs passeurs de alley Oop.
Grâce à ses bonnes statistiques (14,3 points et 7,6 passes décisives par match) pour sa première saison, il est nommé dans la NBA All-Rookie First Team. Sa meilleure saison eut lieu en 1990-1991, avec le Heat avec des moyennes de 18,5 points et 8,5 passes décisives.
Il est transféré le 10 janvier 1992 aux Celtics de Boston contre Brian Shaw. Douglas mena l'équipe aux playoffs durant la saison 1994-1995 en dépit d'un bilan de 35 victoires - 47 défaites. Douglas réalisa des moyennes de 14,7 points et 6,9 passes décisives par match.
Il joua pour les Clippers de Los Angeles en 1998-99 avant d'être transféré aux Nets la saison suivante, puis de mettre un terme à sa carrière en 2001.